# Malaxa occidentalis
Malaxa occidentalis är en insektsart som beskrevs av Frederick Arthur Godfrey Muir 1926. Malaxa occidentalis ingår i släktet Malaxa och familjen sporrstritar. Inga underarter finns listade i Catalogue of Life.